# Guardian Nunatak
Guardian Nunatak är en nunatak i Antarktis. Den ligger i Östantarktis. Nya Zeeland gör anspråk på området. Toppen på Guardian Nunatak är 335 meter över havet, eller 160 meter över den omgivande terrängen. Bredden vid basen är 11,7 km.
Terrängen runt Guardian Nunatak är varierad.  Trakten är obefolkad. Det finns inga samhällen i närheten. 